# Балланже, Фелисия
Фели́сия Балланже́ (Félicia Ballanger; 12 июня 1971 года, Ла-Рош-сюр-Йон, Франция) — французская велогонщица, трёхкратная олимпийская чемпионка. Десятикратная чемпионка мира по трековым велогонкам.

## Биография
Фелисия Балланже родилась 12 июня 1971 года в Ла-Рош-сюр-Йон (Франция). Фелисия получила своё имя в честь итальянского велогонщика, победителя Тур де Франс Феличе Джимонди, а её брата Фредерика назвали в честь испанского победителя Федерико Баамонтеса.
В детстве Фелисия занималась одновременно велоспортом и гандболом, но в 9 лет окончательно остановилась на велоспорте.
Поехав в 21 год на свои первые Олимпийские игры, Балланже уже считалась достаточно сильной спортсменкой, которой опасались конкурентки. В квалификационном заезде соревнований в спринте Фелисия установила Олимпийский рекорд, который удалось побить только Ингрид Харинге. После этого она довольно легко прошла 2 раунда, но уступила сначала в полуфинале будущей чемпионке из Эстонии Эрике Салумяэ, а затем в заезде за бронзу всё той же Ингрид Харинге.
В 1994 году Балланже завоевала первую награду на чемпионате мира 1994, уступив в финале российской спортсменке. После этой медали началась «эра Фелисии Балланже». На протяжении 6 лет Фелисия не знала поражений в спринте и гите с места ни на одном соревновании мирового уровня. Балланже завоевала по пять золотых медалей в этих двух дисциплинах за 5 чемпионатов мира, побеждая их с большим отрывом от конкуренток и устанавливая новые мировые рекорды. Рекорд мира, который она показала на чемпионате 1998 года в Бордо был побит только спустя 4 года.
Олимпийские игры также не остались без внимания со стороны Балланже. Победы в спринте за явным преимуществом (1996, 2000) и в гите с места в (2000) позволили Фелисии стать самой титулованной спортсменкой на Олимпийских соревнованиях по трековым велогонкам.
После Олимпийских игр в Сиднее Балланже завершила спортивную карьеру, изредка принимая участия в различных коммерческих стартах.